# Cedro-do-atlas

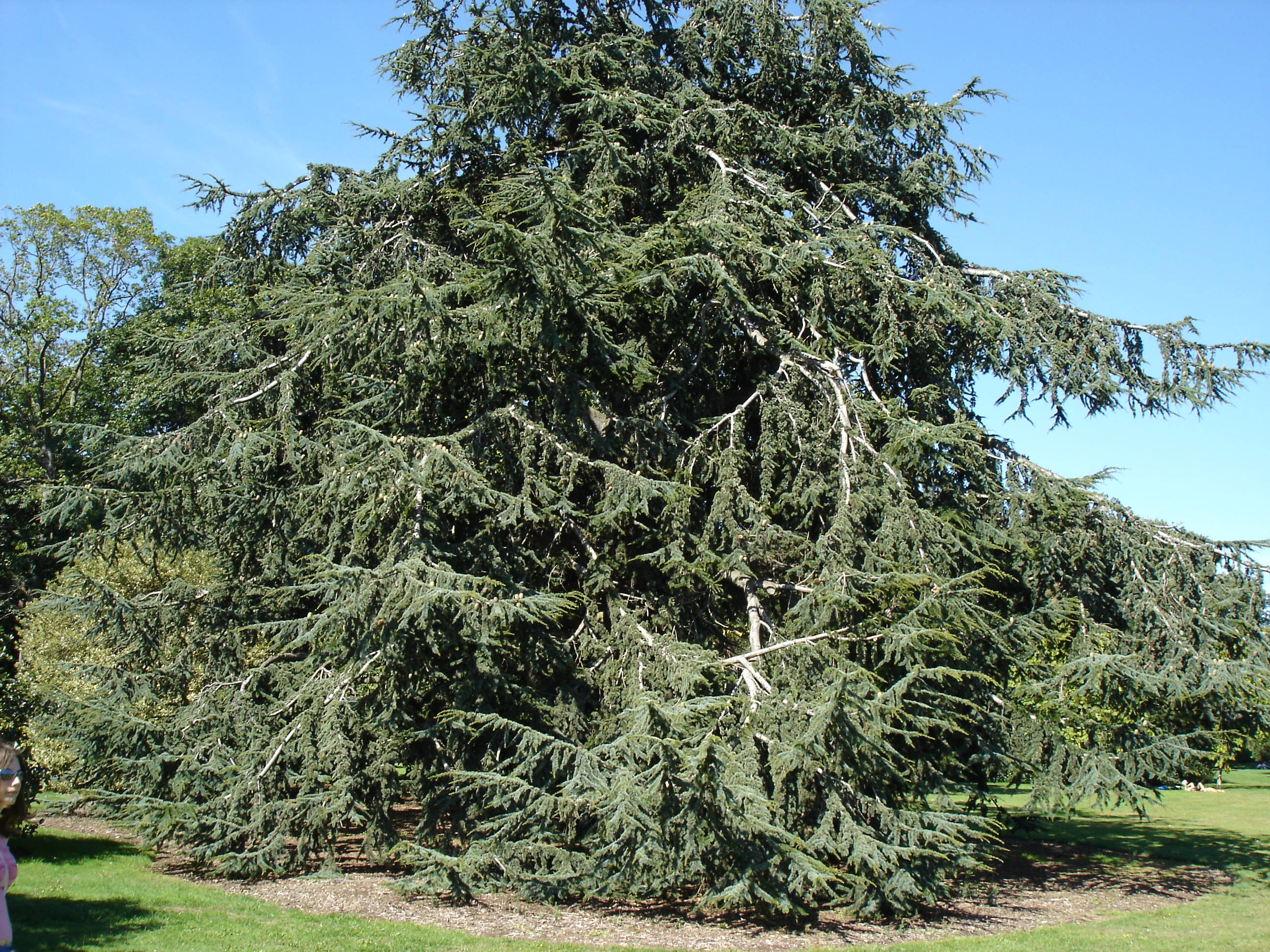
Um cedro-do-atlas nos Reais Jardins Botânicos de Kew, Reino Unido

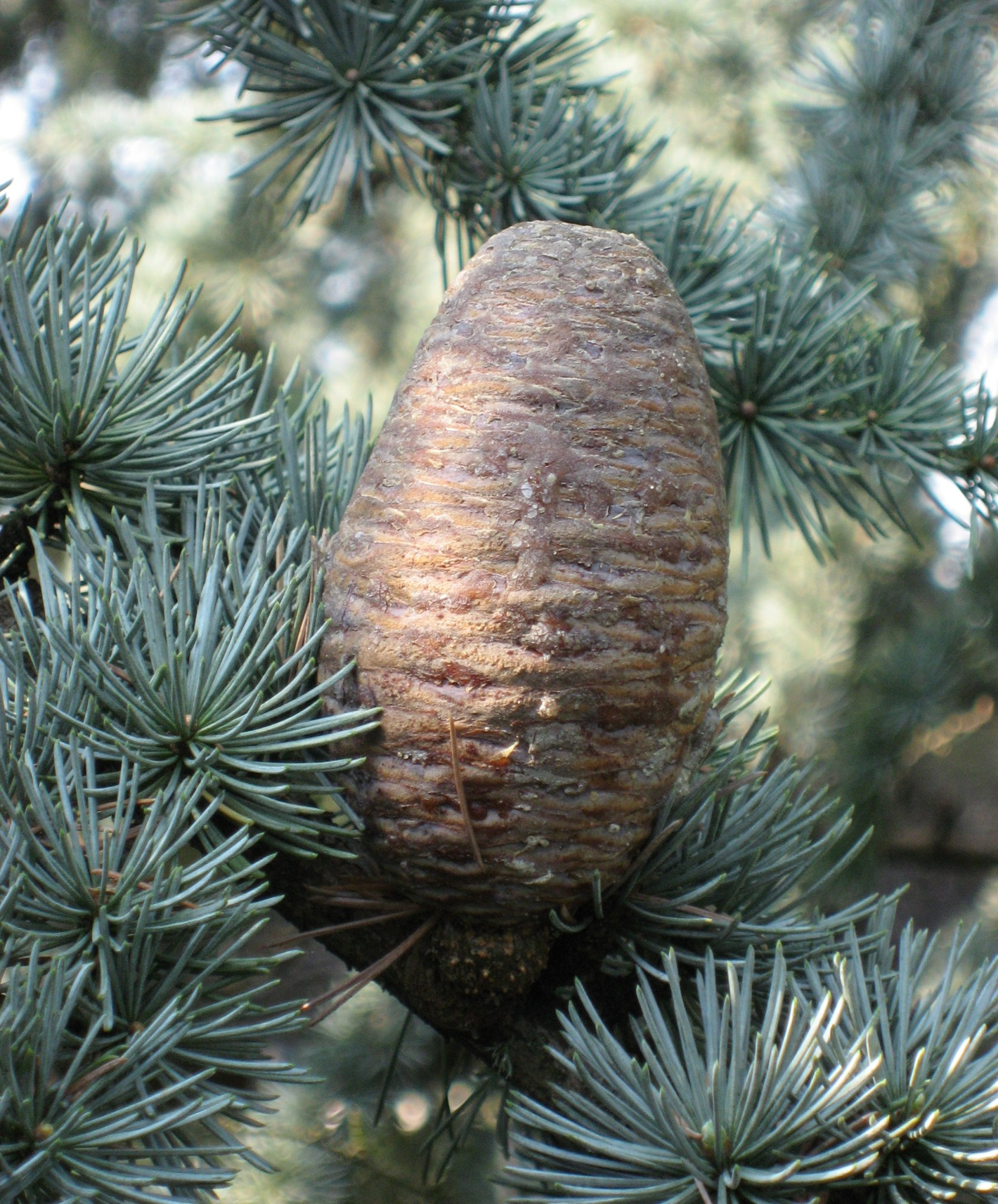
Pinha de cedro-do-atlas

O cedro-do-atlas (Cedrus atlantica) é um espécie de cedro nativa das montanhas do Atlas da Argélia (Atlas do Tell) e de Marrocos (Rife, Médio Atlas e em alguns locais do Alto Atlas). A maioria das fontes modernas consideram-na uma espécie distinta, mas há alguns autores que a consideram uma subespécie do cedro-do-líbano (Cedrus libani), classificando-a como Cedrus libani var. atlantica.

## Descrição
Quando completamente crescido, o Cedrus atlantica é uma conífera de grandes dimensões, com 30 a 35 metros de altura, podendo chegar em alguns casos a 40 m, com um tronco com diâmetro entre 1,5 e 2 metros. É muito semelhante em todos os aspetos às outras variedades de cedro-do-líbano, sendo difícil discernir as diferenças. O tamanho médio das pinhas tende a ser ligeiramente mais pequeno — embora haja registos de espécimes com 12 cm de comprimento, raramente têm mais do que 9 cm, enquanto que o cedro-do-chipre (C. brevifolia) atinge os 10 cm e o cedro-do-líbano (C. libani var. libani) os 12 cm, mas há grande sobreposição, pois todos eles podem não ultrapassar os 6 cm. O comprimento das folhas (10 a 25 mm) é similar ao do cedro-da-turquia (C. libani var. stenocoma), em média mais comprida que o C. brevifolia e mais curta que o C. libani var. libani, mas mais uma vez há grande sobreposição.

## Ecologia
O cedro do Atlas forma florestas em encostas de montanhas entre os 1 370 e 2 200 m de altitude. Frequentemente essas florestas são só de cedros, mas também há casos em que se misturam com o abeto-da-argélia (Abies numidica), cedro-de-espanha (Juniperus oxycedrus), azinheira (Quercus ilex) e Acer opalus. Algumas destas florestas são habitat para a espécie ameaçada do macaco-de-gibraltar (ou da Barbaria; Macaca sylvanus), um primata que na Pré-história tinha uma distribuição muito mais alargada no norte de Marrocos e da Argélia.

## Cultivo e usos

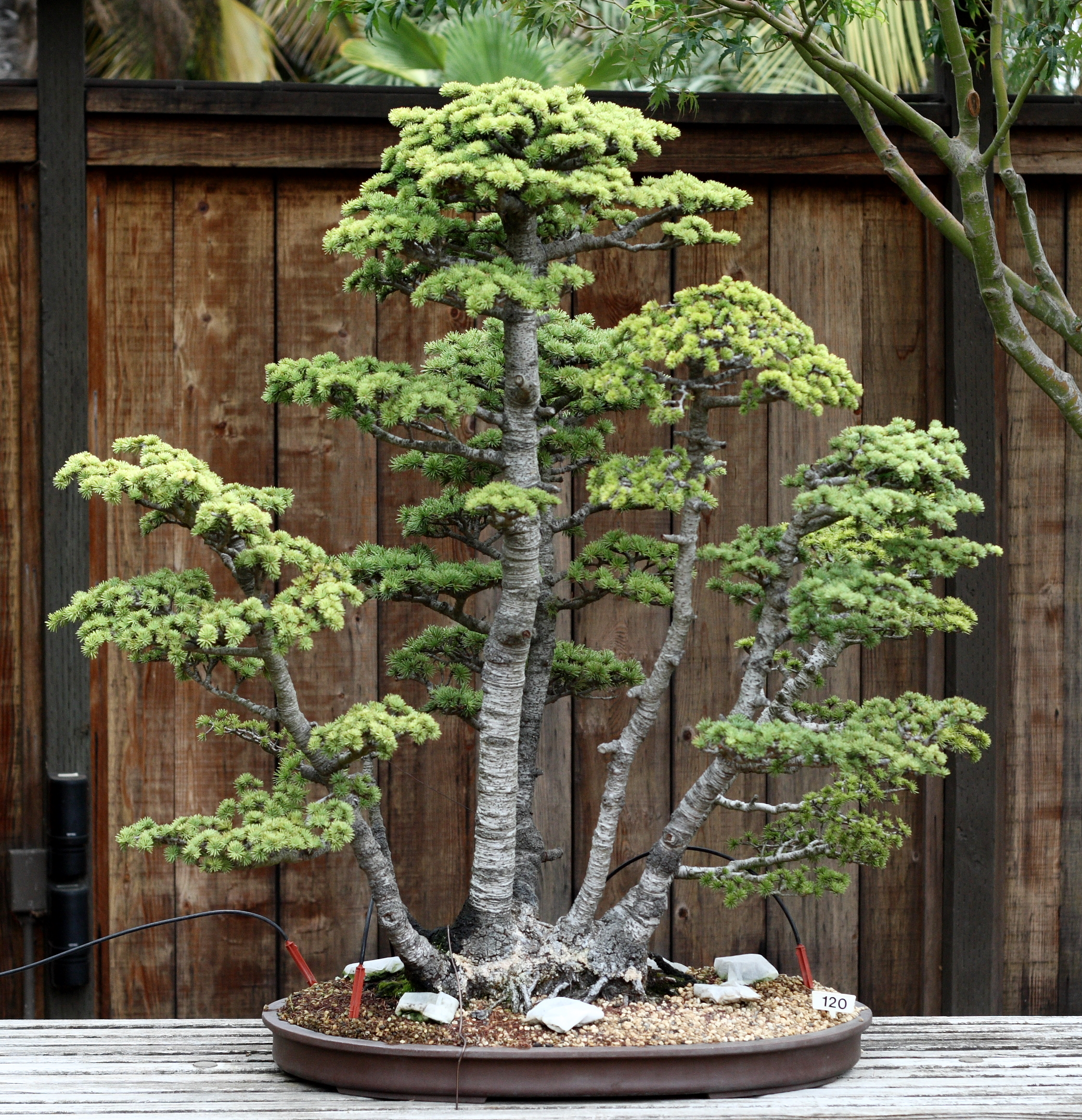
Cedro atlântico (Cedrus libani var. atlantica) no GSBF Bonsai Garden em Lake Merritt.

O Cedrus atlantica é cultivado como árvore ornamental em climas temperados. Em parques e jardins são usadas as variantes glaucas, fastigiadas (altas e com grande copa), de ramos pendentes e de "folha dourada". É mais tolerante à falta de humidade e calor do que a maior parte das coníferas.
Algumas das árvores cultivadas têm a folhagem glauca (verde-azulada), rebentos mais felpudos e mais folhas por verticilo do que o usual. É também frequente as árvores jovens terem mais ramos ascendentes quando cultivadas do que muitas cultivares Cedrus atlantica.
A variedade Glauca group foi premiada com o Award of Garden Merit pela Sociedade Real de Horticultura, do Reino Unido.
No sul de França há diversas plantações de cedros para exploração de madeira que são constituídas principalmente por cedros-do-atlas.
No Jardim Sul da Casa Branca, em Washington D.C., existe um cedro-do-atlas no qual o presidente Jimmy Carter mandou construir uma casa da árvore para a sua filha Amy. A casa foi desenhada pelo próprio presidente e suporta-se a ela mesma a fim de não causar dano à árvore.